# Grýla
Nel folclore islandese, Grýla è un'entità mostruosa che vive nella natura selvaggia dell'Islanda. Il nome Grýla è attestato per la prima volta in fonti medievali. Tuttavia, i primi riferimenti inequivocabili al genere di Grýla e alla sua associazione con il Natale risalgono solo al diciassettesimo secolo.
Nelle poesie del diciassettesimo secolo su Grýla, viene generalmente rappresentata come un'orchessa orribile e avida che vaga tra gli insediamenti umani e chiede la carità a coloro che incontra, spesso chiedendo bambini cattivi. Secondo la leggenda, Grýla si è sposata tre volte e vive con il suo terzo marito, Leppalúði, il suo gatto nero gigante, Jólakötturinn, e i loro tredici figli, i Yule Lads (islandese: jólasveinar).
Oggi, gli aspetti più mostruosi del suo carattere e del suo aspetto (come il suo appetito per i bambini) sono generalmente attenuati per un pubblico più giovane.

## Grýla nelle fonti medievali
Il nome Grýla appare in un elenco di heiti per le donne troll nell'Edda in prosa, composto nel XIII secolo dallo scaldo islandese Snorri Sturluson. Tuttavia, un elenco di Grýlu heiti ('heiti per Grýla') in un manoscritto dell'Edda in prosa dell'inizio del XIV secolo, AM 748 I b 4to, fornisce vari termini per le volpi, suggerendo un'associazione con la volpe artica.
Esistono diversi parallelismi con Grýla nella regione del Nord Atlantico, e questi sono generalmente associati alle tradizioni di mummia e travestimento. Terry Gunnell ipotizza che Grýla possa essere stata un tempo associata a simili tradizioni di travestimento in Islanda, sebbene tali pratiche non siano sopravvissute fino ai giorni nostri. Contrariamente alle raffigurazioni successive di Grýla, non viene fatta alcuna menzione esplicita del genere di Grýla. Non tutte le controparti di Grýla identificate da Gunnell sono figure femminili ed è possibile che Grýla fosse originariamente concepita come un mostro maschio piuttosto che come un'orchessa. In una poesia del diciassettesimo secolo su Grýla, che la raffigura mentre vaga tra le fattorie in estate, piuttosto che a Natale, è descritta come un ermafrodita.

## Grýla e il folklore natalizio
Grýla è strettamente associata al folklore natalizio nelle tradizioni più giovani. 
La più antica fonte esistente che collega Grýla al Natale è una poesia che fu probabilmente co-composta dal Rev. Guðmundur Erlendsson di Fell in Sléttuhlíð e da suo cognato Ásgrímur Magnússon, che era un contadino e poeta rímur. Questa poesia, Grýlukvæði, può essere datata a circa 1638–1644. Diversi anni dopo, nel 1648–1649, il reverendo Hallgrímur Pétursson compose una poesia, Leppalúðakvæði, in cui il marito pigro e sgradevole di Grýla, Leppalúði, fa la sua comparsa e afferma che Grýla è rimasta costretta a letto dopo il suo viaggio a Sléttuhlíð.

## Le rappresentazioni di Gryla
- Nella serie televisiva Le terrificanti avventure di Sabrina (Chilling Adventures of Sabrina), episodio 11 (2018-2020)
- Nella serie televisiva d'animazione Hilda, Episodio 10 della seconda stagione (2018-2023)
- Nel videogioco God of War Ragnarok, (2022)
- Nel film Uno Rosso (Red One), regia di Jake Kasdan (2024)